# Крајпуташи Ивану и Душану Петровићу у Трудељу
Крајпуташи Ивану и Душану Петровићу у Трудељу (општина Горњи Милановац) налазе се у Трудељу, засеок Петровићи, на путу за Угриновце. Посвећени су двојици рођака Ивану и Душану, који су погинули на Солунском фронту.

## Опис споменика
Споменици су различити по типу и обради. Леви, посвећен поднареднику Ивану Петровићу, исклесан је у облику стуба са правоугаоним испупчењем на врху. С предње стране, испод крста, уклесан је епитаф, данас само делимично читљив. У дну је видљива 1914. година. На левој бочној страни урезана је пушка, а на десној крст и наставак текста. Полеђина стуба је празна. Десни споменик подигнут Ивану Петровићу је мањих димензија, али боље израде. Предња страна, данас веома оштећена, богато је профилисана. Испод тролисног крста је лучно поље апсидалног облика са епитафом. Бочне стране су украшене плитким урезима са мотивима крста, пушке и флоралне орнаментике.

### Крајпуташ Ивану Петровићу
Стуб од сивог пешчара, димензија 105х31х19 cm. Релативно је добро очуван, осим што је епитаф у доњем делу оштећен паљењем свећа. У новије време, урези на споменику попуњени су "златном" бојом.
Текст епитафа гласи:
ОВАЈ / СПОМЕН / ПОКАЗУЈЕ / ПОДНАРЕДН / НИКА ИВАНА / ПЕТРОВИЋА / (нечитко) / (нечитко) / (нечитко) / (нечитко) / 1914
ОВАЈ / СПОМЕН / ДИЖЕ / МУ / БРАТ / ДРАГИЋ / У / 1920

### Крајпуташ Душану Петровићу
Стуб од сивог пешчара, димензија 90х30х16 cm. Веома је оштећен, нарочито пренарочито врх и предња страна споменика, тако да се од епитафа чита само: ДУШАН ПЕТРОВИЋ.